# Charles Greville (7e comte de Warwick)
Charles Guy Fulke Greville, 7e comte de Warwick (4 mars 1911 - 20 janvier 1984), est un pair britannique et le dernier comte de Warwick à vivre au siège familial du château de Warwick avant sa vente en 1978. Il est le premier aristocrate britannique à jouer dans un film hollywoodien et est ensuite surnommé le duc d'Hollywood par la presse locale.

## Jeunesse
Charles Guy Fulke Greville est né au 13a Lower Grosvenor Place West, à Londres, le 4 mars 1911. Il est le fils aîné de Leopold Greville (6e comte de Warwick) (1882-1928) et de son épouse Elfrida Marjorie Eden (1887-1943), la fille unique de William Eden (7e baronnet). "Fulkie", comme il est connu des intimes, a deux frères cadets, Richard Francis Maynard Greville, gouverneur de l'University College Hospital, et John Ambrose Henry Greville, qui est tué au combat en 1942 pendant la Seconde Guerre mondiale.
Ses grands-parents paternels sont Francis Greville (5e comte de Warwick) et sa femme, Daisy Greville, comtesse de Warwick. Sa grand-mère Daisy hérite des domaines Maynard en 1865 de son grand-père, Henry Maynard, 3e vicomte Maynard, et aurait été une maîtresse du prince de Galles, qui devient plus tard le roi Édouard VII.
Greville fait ses études au Collège d'Eton et au Collège de Chillon, sur le lac Léman en Suisse. Il hérite du comté à l'âge de 16 ans en janvier 1928, à la mort de son père (qui n'est devenu le 6e comte que quatre ans plus tôt en 1924). Il rejoint les Grenadier Guards après avoir terminé ses études.

## Carrière

### Carrière d'acteur
Dans les années 1920 et 1930, de nombreux acteurs britanniques trouvent du travail dans l'industrie cinématographique américaine ; Sheridan Morley appelle cela le "Hollywood Raj". En 1936, Charles Greville devient le premier aristocrate britannique à se voir offrir un contrat à Hollywood par la MGM. Il devait recevoir 200 £ par an, ainsi que les services d'un valet et d'une secrétaire.
Les articles de journaux à l'époque suggèrent que son raisonnement pour prendre un contrat de film est motivé par le sexe. Il qualifie son salaire de "son propre argent de poche" et déclare qu'il "cherchait simplement un emploi comme tout le monde". Il utilise le nom de scène Michael Brooke pour se démarquer de son milieu aristocratique . Après six mois, il est abandonné par la MGM, ce qui entraîne une longue bataille judiciaire par la suite.
En tant qu'Anglais le plus en vue d'Hollywood, Charles est devenu une célébrité avec des surnoms tels que « Le duc d'Hollywood » et « Warwick the Filmmaker » (un jeu de mots sur Warwick the Kingmaker). Connu pour une série de liaisons très médiatisées, avec Greta Garbo, Marlene Dietrich et Paulette Goddard, il est célèbre pour avoir fréquenté les cercles de ces célébrités.
En 1938, il se voit offrir une autre proposition par l'intermédiaire de Paramount. Il a finalement la chance de jouer dans un film et obtient un rôle principal dans The Dawn Patrol aux côtés de David Niven et Errol Flynn. Ce serait cependant son seul film grand public, et il est ensuite abandonné par la suite.

### Le comte de Warwick
Après son échec en Amérique et avec le début de la Seconde Guerre mondiale, Warwick retourne au Royaume-Uni. Coventry, près du siège de sa famille, subit d'énormes bombardements aériens, et il ouvre sa maison aux évacués de la ville, ainsi qu'au ministère de l'Approvisionnement. 
Il est maire de Warwick entre 1951 et 1952, organisant de grandes célébrations pour le succès du boxeur Randy Turpin lorsqu'il devient champion du monde des poids moyens, et, bien qu'il ne soit pas alors maire, accueille le roi George VI et la reine Elizabeth au château de Warwick lorsqu'ils visitent Warwick et Leamington en 1951.
Warwick est un membre conservateur de la Chambre des lords. Il s'oppose avec succès à certaines mesures agricoles. Il soutient son oncle Anthony Eden qui succède à Winston Churchill dans les années 1950.

### Fin de carrière
En 1955, Charles Greville achète des maisons en Suisse, en Italie et en France et commence à voyager entre les trois. En 1957, il fonde et créé l'illustre Eagle Ski Club à Gstaad, en Suisse, devenant son premier président d'honneur,.
Au cours de la décennie suivante, Charles, est largement décrit comme l'un des hommes les plus riches de Grande-Bretagne, commence à vendre de nombreux biens de la famille, notamment des domaines à Warwick, des objets de famille et une grande partie de la collection d'armures du château de Warwick. En 1969, il quitte complètement l'Angleterre pour éviter les impôts britanniques sur le revenu et s'installe à Rome.
En 1967, il cède le contrôle de son domaine familial à son fils David Greville, Lord Brooke. Son fils vend le château de Warwick à Madame Tussauds en 1978, provoquant une confrontation publique entre le père et le fils.

## Vie privée
Lord Warwick se marie trois fois. Il est fiancé à Margaret Whigham, plus tard duchesse d'Argyll, mais les fiançailles sont rompues en mars 1932. Il se marie le 11 juillet 1933 avec sa cousine germaine, Rose Bingham, fille de David Cecil Bingham (une petite-fille du 5e comte de Rosslyn et du général Cecil Bingham et un descendant du 4e comte de Lucan). Avant leur divorce en 1938, Charles et Rose ont un fils :
- David Robin Francis Guy Greville, 8e comte de Warwick (1934-1996)[11], qui épouse Sarah Anne Chester Beatty, fille d'Alfred Chester Beatty (le « roi du cuivre »), en 1956 [14]. Ils divorcent en 1967 et elle épouse Harry Thomson Jones[3].

Après leur divorce, Rose se remarie trois fois avant sa mort en 1972. Lord Warwick se remarie le 19 février 1942 avec Mary Kathleen (née Hopkinson) Bell. Mary, l'ancienne épouse de Harold Edward Bell, est la fille aînée de Percy Clifford Hopkinson de Seabarn à Kingston Gorse. Ils divorcent en 1949 .
Lord Warwick se remarie en novembre 1963 avec Janine Joséphine Detry de Marès, fille de Georges Detry de Marès, un magnat de la presse belge.
À la mort de Lord Warwick à Rome le 20 janvier 1984, David Greville, 8e comte de Warwick, son fils unique de sa première femme, hérite de ses titres. Il est enterré à l'église St. Mary, Warwick.